# Sociedade Imperatriz de Desportos
La Sociedade Imperatriz de Desportos o simplemente Imperatriz es un club de fútbol de la ciudad de Imperatriz, estado de Maranhão en Brasil. El club fue fundado el 4 de enero de 1962 y juega en el Campeonato Maranhense Serie A.

## Historia
El club fue fundado con el nombre de Sociedade Atlética Imperatriz y su primer logro importante fue el ascenso a la Serie B en 1987. El 18 de febrero de 2000 cambió su nombre a Sociedade Imperatriz de Desportos.
A inicios del siglo XXI formaba parte de la Serie C y en 2005 gana el título del Campeonato Maranhense, con lo que clasificó por primera vez a la Copa de Brasil en donde fue eliminado en la primera ronda por el EC Vitória. En 2008 clasifica por segunda ocasión a la Copa de Brasil y vuelve a ser eliminado en la primera ronda, esta vez por el Sport Recife.
El 8 de julio de 2018 obtiene por primera vez el ascenso a la Serie C al derrotar en lanzamientos penales al Manaus FC por 3x2 en los cuartos de final del Campeonato Brasileño de Fútbol Serie D 2018.

## Palmarés
- Campeonato Maranhense: 3

2005, 2015, 2019

## Jugadores
- Ralf